# Birce Akalay
Birce Akalay (Istanbul, 19 giugno 1984) è un'attrice, conduttrice televisiva e modella turca.

## Biografia
Birce Akalay è nata il 19 giugno 1984 a Istanbul (Turchia), da madre Yasemin Ergun e da padre Sercan Akalay; all'età di quattro anni aveva iniziato a ballare, ma a sedici anni, in seguito ad un infortunio, ha rinunciato alla danza.

## Carriera
Birce Akalay nel 2003 ha completato l'istruzione secondaria presso il dipartimento teatrale della scuola superiore di belle arti di Beyoğlu. Dopo essersi diplomata in quest'ultima scuola, ha deciso di iscriversi presso la facoltà di lettere del dipartimento di critica teatrale e drammaturgia dell'Università di Istanbul. In seguito ha deciso di abbandonare l'università per studiare teatro in conservatorio, ma non venne accettata in quanto aveva già superato i vent'anni, poi ha deciso di iscriversi presso il dipartimento teatrale del conservatorio dell'Università di Haliç, dove al termine degli studi ha conseguito la laurea. Nel 2004 si è classificata al terzo posto nel concorso di bellezza Miss Turchia e ha rappresentato la Turchia a Miss Europa. Dal 2020 insegna come docente presso il dipartimento teatrale del conservatorio dell'Università di Haliç, dove tiene corsi di recitazione.

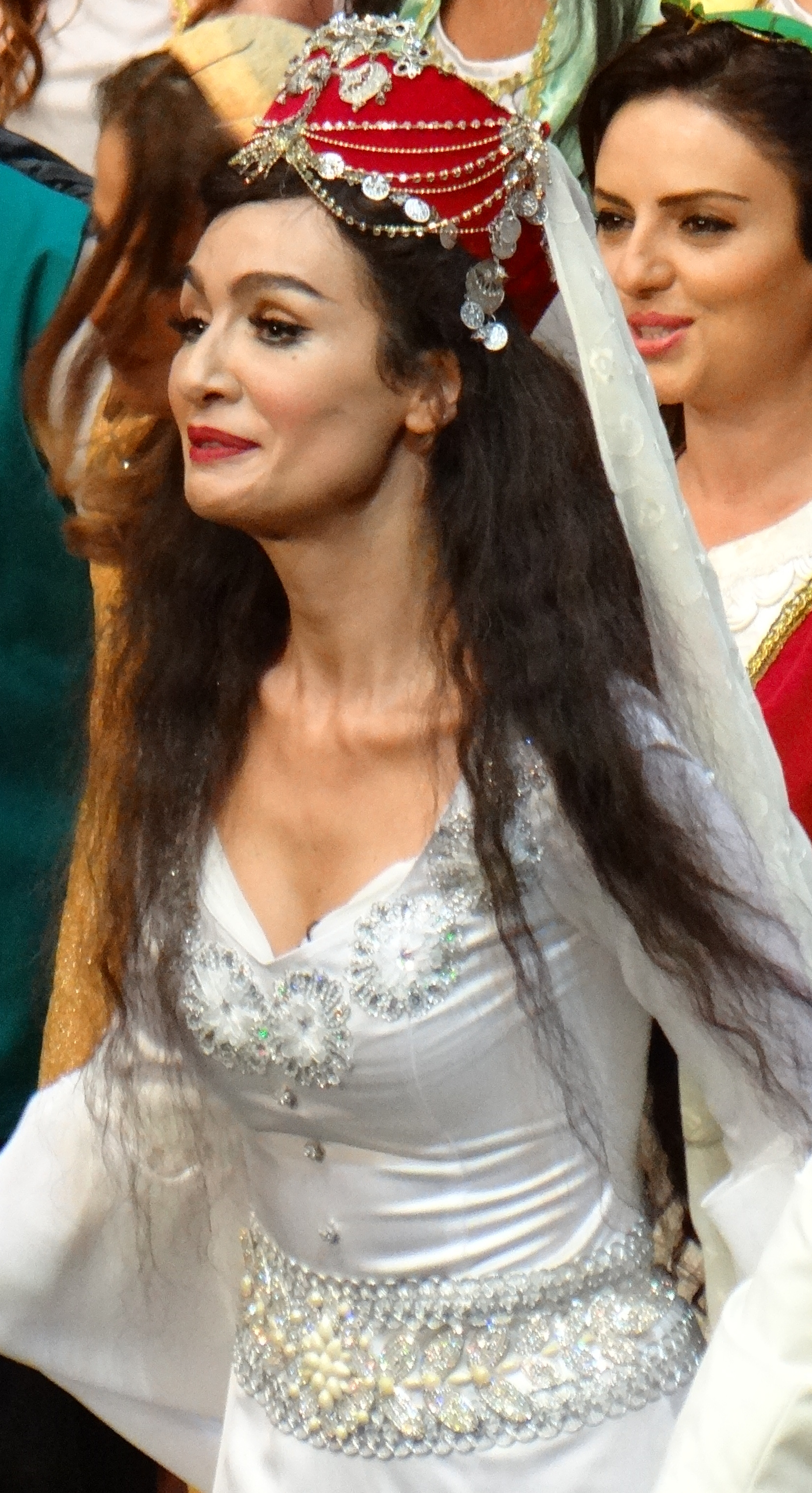
Birce Akalay nel 2017

Nel 2007 ha iniziato la sua carriera di recitazione dopo essere stata scelta per interpretare il ruolo di Lamia nella serie Kader e nello stesso anno ha ricoperto il ruolo di Özlem nella serie Senin Uğruna. Ad esse sono seguite diverse serie come nel 2008 in Asi con il ruolo di Zeynep, nel 2009 in Alayına İsyan con il ruolo di Sevtap e in Kış Masalı con il ruolo di Zişan, dal 2010 al 2013 in Yer Gök Aşk con il ruolo di Havva Karagül, nel 2013 e nel 2014 in Ben Onu Çok Sevdim con il ruolo di Ayhan Aydan, nel 2014 in Böyle Bitmesin con il ruolo di Aylin, nel 2014 e nel 2015 in Küçük Ağa con il ruolo di Sinem Sipahi, nel 2015 e nel 2016 in Evli ve Öfkeli con il ruolo di Esra, nel 2016 e nel 2017 in Hayat Bazen Tatlıdır con il ruolo di Hayat Sarıyaz, nel 2017 e nel 2018 in Siyah Beyaz Aşk con il ruolo della dottoressa Aslı Çınar, nel 2018 in Ağlama Anne con il ruolo di Alev Fırıncıoğlu, nel 2020 in Babil con il ruolo di İlay Yücedağ, nel 2021 in Son Yaz con il ruolo di Sare Akay e in Bir Derdim Var con il ruolo di Nilüfer Toska. Poi ha recitato in alcune web serie come dal 2022 al 2024 in Ambizione (Kuş Uçuşu) con il ruolo di Lale Kıran, nel 2022 e nel 2024 in Mezarlık con il ruolo di Önem Özülkü.
Oltre alle serie, ha anche recitato in diversi lungometraggi come Son Ders: Aşk ve Üniversite con il ruolo di Sevim, nel 2009 in Sizi Seviyorum con il ruolo di Eda e in Nefes: Vatan Sağolsun, nel 2016 in Deliormanlı con il ruolo di Hülya e nel 2024 in Zaferin Rengi con il ruolo di Halide Edib Adıvar e in Bir Cumhuriyet Şarkısı con il ruolo di Nimet Vahid. Nel 2013 ha ricoperto il ruolo di una scienziata nel cortometraggio Re-Era. Si è anche esibita in alcuni spettacoli teatrali come dal 2017 al 2019 in Yedi Kocalı Hürmüz con il ruolo di Hürmüz, nel 2020 in Keşanlı Ali Destanı con il ruolo di Zilha e nel 2021 in Hırçın Kız con il ruolo di Katherina (Hırçın Kız Kate).
Nel corso della sua carriera ha condotto alcuni programmi televisivi come dal 2004 al 2006 in Spor Gecesi, nel 2005 in Şampiyonlar Ligi Özel, nel 2006 in Şampiyonlar Ligi Finali, nel 2008 in 8. Etap e nel 2009 in Sinema Dünyası, mentre nel 2009 è ha ricoperto il ruolo di giurata nel programma Benimle Söyle. Ha anche preso parte in alcuni spot pubblicitari come nel 2014 in Johnson & Johnson, in Orkid e in Algida, nel 2021 in Şölen Boombastic Fantastik Bar e nel 2022 in Lancôme, in Neutrogena e in Dagi.

## Vita privata
Dal 2011 al 2012 è stata sposata con l'attore Murat Ünalmış.
Dal 2014 al 2017 è stata sposata con l'attore e regista Sarp Levendoğlu.

## Filmografia

### Cinema
- Son Ders: Aşk ve Üniversite, regia di Iraz Okumuş e Mustafa Uğur Yağcıoğlu (2008)
- Sizi Seviyorum, regia di Mustafa Uğur Yağcıoğlu (2009)
- Nefes: Vatan Sağolsun, regia di Levent Semerci (2009)
- Deliormanlı, regia di Murat Şeker (2016)
- Zaferin Rengi, regia di Abdullah Oğuz (2024)
- Bir Cumhuriyet Şarkısı, regia di Yağız Alp Akaydın (2024)

### Televisione
- Kader – serie TV, 13 episodi (Star TV, 2007)
- Senin Uğruna – serie TV (Fox, 2007)
- Asi – serie TV, 17 episodi (Kanal D, 2008)
- Alayına İsyan – serie TV (TRT 1, 2009)
- Kış Masalı – serie TV (ATV, 2009)
- Yer Gök Aşk – serie TV, 87 episodi (Fox, 2010-2013)
- Ben Onu Çok Sevdim – serie TV, 15 episodi (ATV, 2013-2014)
- Böyle Bitmesin – serie TV, 1 episodio (TRT 1, 2014)
- Küçük Ağa – serie TV, 52 episodi (Kanal D, 2014-2015)
- Evli ve Öfkeli – serie TV, 30 episodi (ATV, 2015-2016)
- Hayat Bazen Tatlıdır – serie TV, 26 episodi (Star TV, 2016-2017)
- Siyah Beyaz Aşk – serie TV, 32 episodi (Kanal D, 2017-2018)
- Ağlama Anne – serie TV, 13 episodi (ATV, 2018)
- Babil – serie TV, 20 episodi (Star TV, 2020)
- Son Yaz – serie TV, 5 episodi (Fox, 2021)
- Bir Derdim Var – serie TV, 6 episodi (Kanal D, 2021)

### Web TV
- Ambizione (Kuş Uçuşu) – serie TV, 24 episodi (Netflix, 2022-2024)
- Mezarlık – serie TV, 8 episodi (Netflix, 2022-2024)

### Cortometraggi
- Re-Era, regia di Emir Mavitan (2013)

## Teatro
- Yedi Kocalı Hürmüz di Sadık Şendil, diretto da Müjdat Gezen, presso il teatro Müjdat Gezen (2017-2019)
- Keşanlı Ali Destanı di Haldun Taner, diretto da Yücel Erten, presso il teatro Pervasız (2020)
- Hırçın Kız di William Shakespeare, diretto da İbrahim Çiçek, presso il teatro Kintsugi – palcoscenico digitale Zorlu PSM (2021)

## Programmi televisivi
- Spor Gecesi (Star TV, 2004-2006) - conduttrice
- Şampiyonlar Ligi Özel (Star TV, 2005) - conduttrice
- Şampiyonlar Ligi Finali (Star TV, 2006) - conduttrice
- 8. Etap (TV8, 2008) - conduttrice
- Sinema Dünyası (TV8, 2009) - conduttrice
- Benimle Söyle (Kanal D, 2019) - giurata

## Spot pubblicitari
- Johnson & Johnson (2014)
- Orkid (2014)
- Algida (2014)
- Şölen Boombastic Fantastik Bar (2021)
- Lancôme (2022)
- Neutrogena (2022)
- Dagi (2022)

## Doppiatrici italiane
Nelle versioni in italiano dei suoi film e delle sue serie TV, Birce Akalay è stata doppiata da:
- Federica De Bortoli[31] in Ambizione[32]

## Riconoscimenti
- Bosphorus Awards
  - 2018: Vincitrice come Attrice di maggior successo per la serie Siyah Beyaz Aşk

- Distinctive International Arab Festivals Awards
  - 2022: Vincitrice come Attrice internazionale dell'anno per la web serie Ambizione (Kuş Uçuşu)

- ELLE Style Awards
  - 2024: Premio come Miglior interpretazione digitale dell'anno per la web serie Ambizione (Kuş Uçuşu)

- Golden Palm Awards
  - 2018: Candidata come Miglior attrice in una serie televisiva per la serie Siyah Beyaz Aşk

- International Izmir Film Festival
  - 2020: Candidata come Miglior attrice in una serie televisiva per la serie Babil

- Pantene Golden Butterfly Awards
  - 2014: Vincitrice come Miglior dramma domestico per Küçük Aga insieme a Sarp Levendoğlu, Emir Berke Zincidi, Aysun Akyüz e Sinan Yurdakul
  - 2018: Candidata come Miglior interpretazione di un'attrice per la serie Siyah Beyaz Aşk
  - 2018: Candidata come Miglior coppia televisiva con İbrahim Çelikkol per la serie Siyah Beyaz Aşk
  - 2019: Candidata come Miglior presentatrice donna per il programma Benimle Söyle
  - 2022: Candidata come Miglior serie internet per Ambizione (Kuş Uçuşu) insieme a Deniz Yorulmazer, Meriç Acemi, Kerem Çatay, Miray Daner e İbrahim Çelikkol
  - 2022: Candidata come Miglior serie internet per Mezarlık insieme a Abdullah Oğuz, Evren Oğuz, Olgun Toker e Şehsuvar Aktaş

- We Asked the Students Project Awards
  - 2021: Vincitrice come Miglior attrice per la serie Babil

- Premio 1453 dell'Università di Istanbul
  - 2018: Vincitrice come Miglior attrice dell'anno per la serie Siyah Beyaz Aşk

- Premio Migliore dell'anno della Barrier-Free Life Foundation
  - 2017: Vincitrice come Miglior attrice teatrale per l'opera teatrale Yedi Kocalı Hürmüz

- Premio per i migliori dell'anno della Okan University
  - 2019: Vincitrice come Miglior attrice televisiva per la serie Ağlama Anne

- Premio Rumeli
  - 2019: Vincitrice come Miglior attrice

- Turkey Youth Awards
  - 2023: Candidata come Miglior attrice televisiva per la web serie Ambizione (Kuş Uçuşu)